# Technomyrmex lujae
Technomyrmex lujae är en myrart som först beskrevs av Auguste-Henri Forel 1905.  Technomyrmex lujae ingår i släktet Technomyrmex och familjen myror.

## Underarter
Arten delas in i följande underarter:
- T. l. lujae
- T. l. pulliceps
- T. l. wasmanni

## Bildgalleri

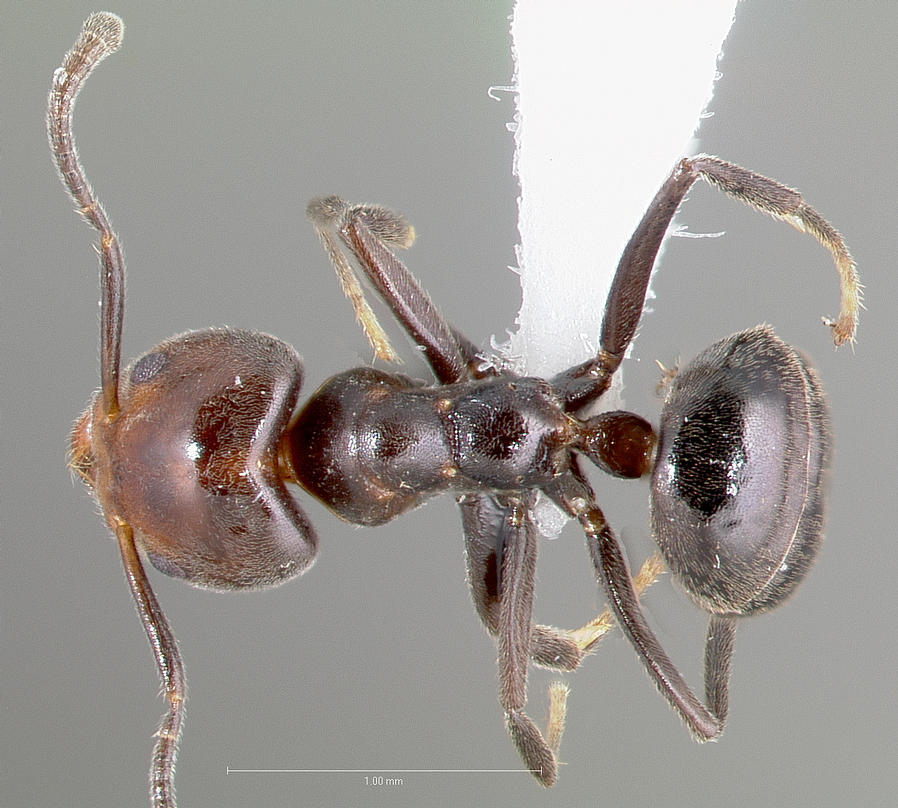
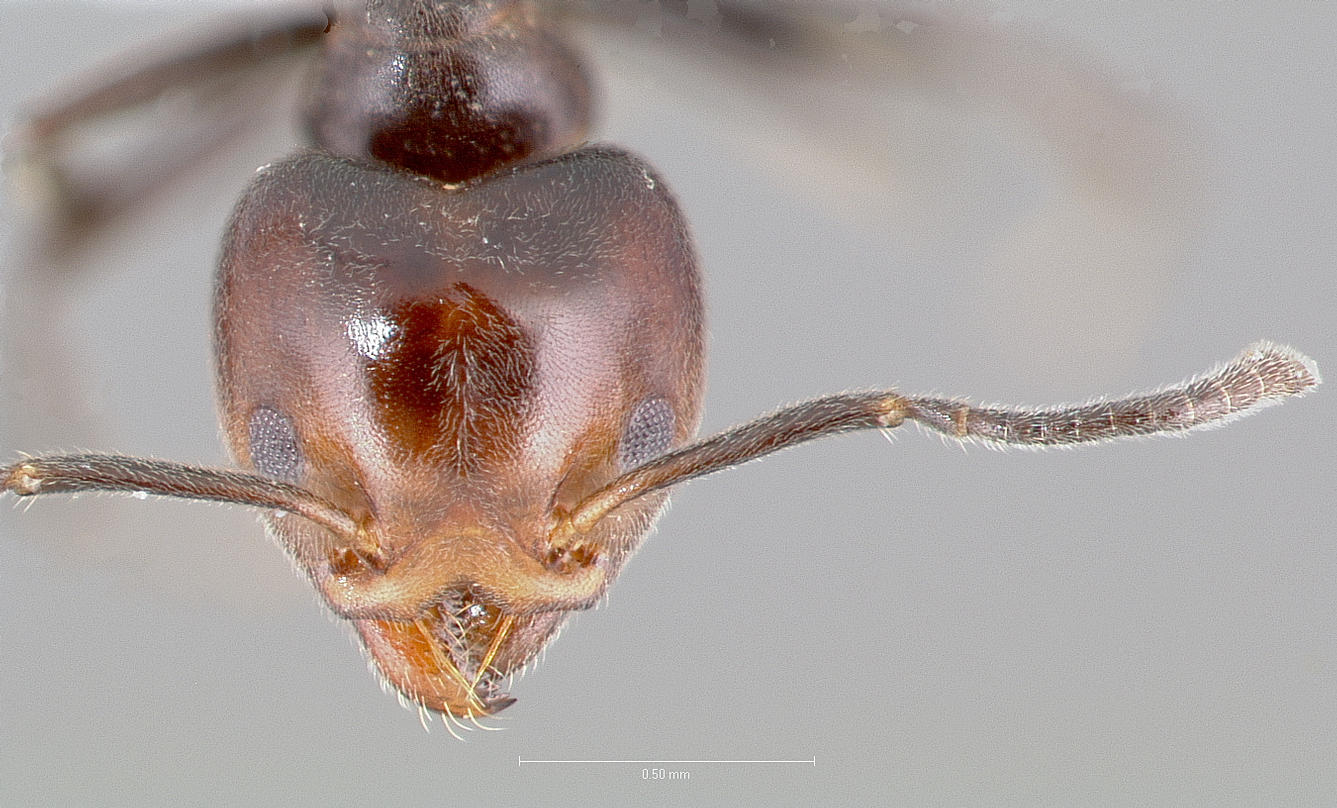
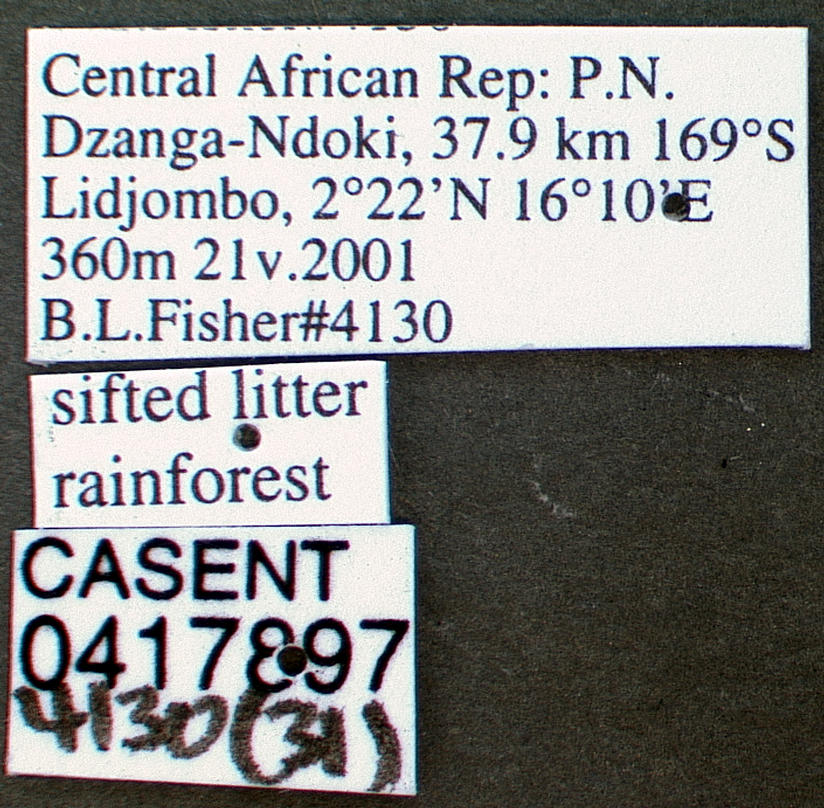
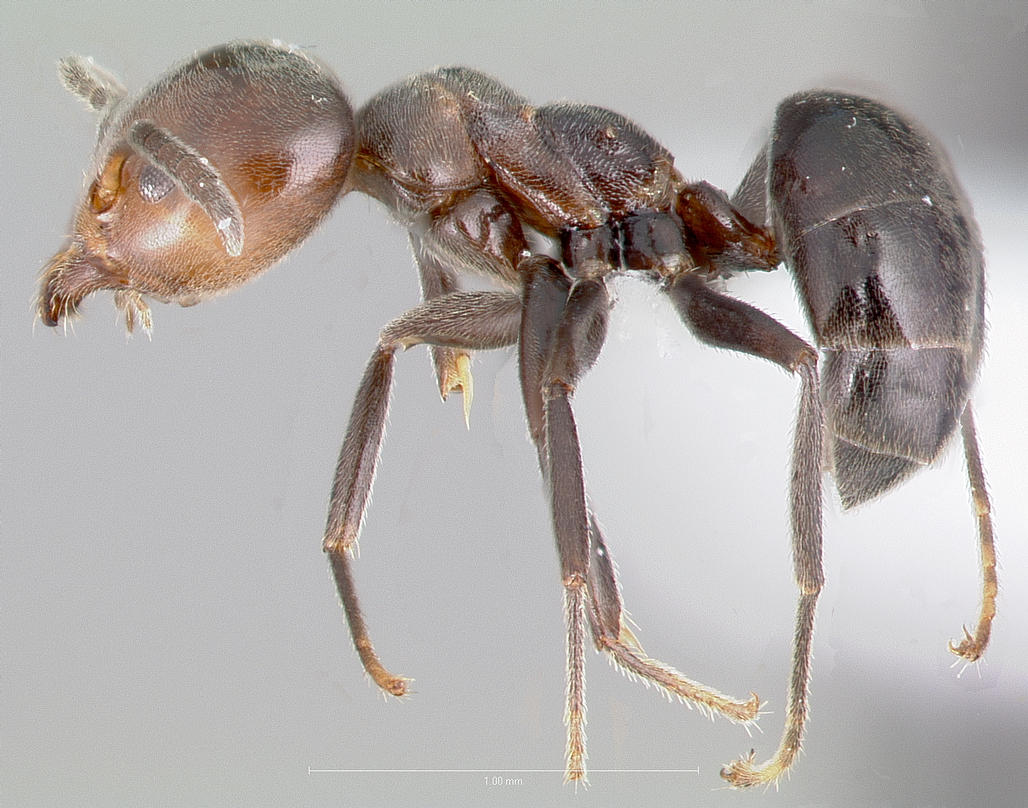